# Агули
Агули — народ, який проживає в південно-східному Дагестані (Агульський та Курахський райони). Нечисельні, в 1959 році їх було 7 тисяч. Агульська мова належить до лезгінської групи мов. Етнічно близькі до лезгінів. Зберігся поділ агулів на 4 групи, за 4 ущелинами в яких вони живуть: агулдере, курахдере, хушандере, хіюкдере. Віруючі агули — мусульмани-суніти.
Основні райони проживання агулів у Дагестані за даними перепису 2010 р.
|                       | населення району | % агулів |
| Агульський район      | 11 204           | 92,5%    |
| Дербент               | 119 200          | 3,2%     |
| Дагестанські Огні     | 27 923           | 3,1%     |
| Докузпаринський район | 15 357           | 2,3%     |
| Дербентський район    | 99 054           | 2,2%     |
| Каспійськ             | 100 129          | 1,7%     |
| Каякентський район    | 54 089           | 1,5%     |
| Дагестан              | 2 910 249        | 1,0%     |